# Referendum über die Restaurierung der Monarchie in Albanien 1997
Das Referendum über die Restaurierung der Monarchie in Albanien wurde am 29. Juni 1997 zeitgleich mit der Parlamentswahl abgehalten. Vorgeschlagen wurde, die von 1928 bis 1944 unter König Ahmet Zogu und Viktor Emanuel III. bestehende Monarchie wieder einzuführen und Leka Zogu aus dem Hause Zogu als König einzusetzen, mit Leka Anwar Zogu Reza als Kronprinzen. Die Vorlage wurde nach Angaben der Übergangsregierung von 66,8 % der Wähler abgelehnt. Leka behauptete dagegen, dass eine deutliche Mehrheit für den Vorschlag gestimmt habe.
| Option                              | Stimmen   | Anteil  |
| ----------------------------------- | --------- | ------- |
| Dafür                               | 450.478   | 33,2 %  |
| Dagegen                             | 904.359   | 66,8 %  |
| Ungültige/leere Zettel              |           | –       |
| Gesamt                              | 1.354.837 | 100,0 % |
| Registrierte Wähler/Wahlbeteiligung | 2.031.342 | 66,7 %  |
| Quelle: Nohlen & Stöver             |           |         |

In Folge des Lotterieaufstands stürzte Albanien zu Beginn des Jahres 1997, sechs Jahre nach dem Ende der kommunistischen Diktatur und der Demokratisierung des Landes, in anarchische Zustände. Die Regierung unter Aleksandër Meksi musste zurücktreten und wurde durch eine Übergangsregierung unter Bashkim Fino, die Regierung der nationalen Versöhnung, ersetzt. Zur Wiederherstellung der Sicherheit musste diese ausländische Truppen ins Land holen (Operation Alba). Leka Zogu nutzte das Chaos im Land, um nach 58 Jahren erstmals wieder in sein Geburtsland zurückzukehren.
Binnen zweieinhalb Monaten wurden Parlamentswahlen und ein Referendum über die Staatsform durchgeführt. Die Volksabstimmung sollte über die Bemühungen einiger kleinerer Parteien entscheiden, die Monarchie wiederherzustellen. Die ausländischen Truppen der "multinationalen Schutztruppe" sicherten am Wahltag die Wahllokale, internationale OSZE-Beobachter überwachten den Urnengang und die Auszählung der Stimmen. Kronprinz Leka führte Veranstaltungen mit mehreren Tausend Teilnehmern in mehreren Städten des Landes durch.
Die Königsfamilie akzeptierte das offizielle Ergebnis des Volksentscheids nicht. Kronprinz Leka war überzeugt, dass 65,7 % der Wähler für die Monarchie gestimmt hätten. Nach der Veröffentlichung des Ergebnisses durch die Zentrale Wahlkommission protestierten 2000 Personen in Tirana gegen das Resultat. Nach einer Neuauszählung der Stimmen teilte die Regierung mit, dass die Restauration der Monarchie von zwei Dritteln der Wähler abgelehnt worden sei. Leka zweifelte die Wahl an und fuhr mit einem Maschinengewehr und begleitet von bewaffneten Unterstützern vor dem Gebäude der Wahlkommission vor. Nach einem Schusswechsel mit der Polizei, bei dem eine Person getötet wurde, musste er Albanien fluchtartig verlassen. Er wurde in Abwesenheit von einem Gericht zu drei Jahren Gefängnis verurteilt.
Am 30. November 2011, nach dem Tod Lekas, erklärte Ministerpräsident Sali Berisha, dass es Wahlfälschung und Manipulationen gegeben habe und das Problem nicht abschließend beurteilt werden könne. Berisha wies die Schuld an der Fälschung den instabilen Umständen zu. Diese Darstellung blieb nicht unwidersprochen:

„Demgemäß fanden am 29. Juni Wahlen statt, die so reibungslos, wie es unter den schwierigen Umständen eben möglich war, abliefen. Die Ergebnisse wurden von den größeren politischen Parteien als echter Ausdruck des Willens des albanischen Volkes akzeptiert …“